# Securidaca
Genre
Securidaca est un genre de plantes à fleurs de la famille des Polygalaceae. Ce genre inclut des petits arbres comme Securidaca longipedunculata.

## Liste d'espèces
Selon The Plant List :
- Securidaca acuminata A.St.-Hil.
- Securidaca affinis Bernh. ex Turcz.
- Securidaca amazonica Chodat
- Securidaca angustifolia Miq.
- Securidaca atropurpurea Turcz.
- Securidaca atroviolacea Elmer
- Securidaca bahiensis Wurdack
- Securidaca bialata Benth.
- Securidaca brasiliensis Spreng.
- Securidaca brownii Griseb.
- Securidaca buchtienii Bennet,A.W.
- Securidaca cacumina Wurdack
- Securidaca calophylla (Poepp.) S.F. Blake
- Securidaca capparidifolia Mart. ex A.W.Benn.
- Securidaca cayennensis S.F. Blake
- Securidaca coriacea Bonpl.
- Securidaca cotinifolia Klotzsch
- Securidaca cristata A.C. Sm.
- Securidaca cumingii Hassk. ex Miq.
- Securidaca dasycarpa Turcz.
- Securidaca declinata Vell.
- Securidaca divaricata Nees & Mart.
- Securidaca diversifolia (L.) S.F.Blake
- Securidaca dolod B.Walln.
- Securidaca elliptica Turcz.
- Securidaca engleriana Chodat
- Securidaca falcata Chodat
- Securidaca flexuosa Turcz.
- Securidaca fragilis B. Ståhl & B. Eriksen
- Securidaca froesii Wurdack
- Securidaca fruticans Wurdack
- Securidaca fundacionensis Aymard & L.M.Campb.
- Securidaca gardneri Chodat
- Securidaca goudotiana Planch. & Triana
- Securidaca hostmannii Miq.
- Securidaca inappendiculata Hassk.
- Securidaca incrassata Klotzsch
- Securidaca lamarckii Griseb.
- Securidaca lanceolata A.St.-Hil.
- Securidaca lateralis A.W. Benn.
- Securidaca legitima Gaertn.
- Securidaca leiocarpa S.F. Blake
- Securidaca longifolia Poepp.
- Securidaca longipedunculata Fresen.
- Securidaca lophosoma (S.F.Blake) Cheesman
- Securidaca luschnathiana C.Presl
- Securidaca lutea Mill.
- Securidaca macrocarpa A.W. Benn.
- Securidaca macrophylla (Benth.) Wurdack
- Securidaca macrostachya Turcz.
- Securidaca maguirei Wurdack
- Securidaca marginata Benth.
- Securidaca martiana Turcz.
- Securidaca micheliana Chodat
- Securidaca myrtifolia Chodat
- Securidaca obcordata Turcz.
- Securidaca oblongifolia Benth. & Hook.f. ex Sond.
- Securidaca ovalifolia A.St.-Hil.
- Securidaca ovalifolia A. St.-Hil. & Moq.
- Securidaca ovata J.R.Johnst.
- Securidaca paniculata Rich.
- Securidaca parvifolia Walp.
- Securidaca pendula Bonpl.
- Securidaca philippinensis Chodat
- Securidaca planchoniana Killip & Dugand
- Securidaca polylopha Turcz.
- Securidaca prancei Wurdack
- Securidaca pubescens DC.
- Securidaca pubiflora Benth.
- Securidaca purpurea Linden & Planch.
- Securidaca pyramidalis Sprague ex Sandwith
- Securidaca reticulata C.Presl
- Securidaca retusa Benth.
- Securidaca rosea Barb. Rodr.
- Securidaca savannarum Wurdack
- Securidaca scandens Jacq.
- Securidaca schlechtendaliana Walp.
- Securidaca schlimii Planch. & Linden ex Triana & Planch.
- Securidaca speciosa Wurdack
- Securidaca spinifex Sandwith
- Securidaca spinosa Sim
- Securidaca sulcata Klotzsch
- Securidaca surinamensis Miq.
- Securidaca sylvestris Schltdl.
- Securidaca tenuifolia Chodat
- Securidaca timboensis Pobég.
- Securidaca tomentosa A. St.-Hil.
- Securidaca trianae Killip & Dugand
- Securidaca uniflora Oort
- Securidaca vera Steud.
- Securidaca virgata Sw.
- Securidaca virginiana Frag. & Cif.
- Securidaca volubilis L.
- Securidaca warmingiana Chodat
- Securidaca welwitschii Oliver
- Securidaca yaoshanensis K.S. Hao